# 和梦一起飞
《和梦一起飞》（英文：Flying with the Dream）为2008年夏季残奥会主题曲，亦为十首北京2008年残奥会优秀歌曲之一，由香港歌手刘德华與中国大陆女歌手韩红在残奥会开幕式现场鸟巢合唱。
这首歌的名字“和梦一起飞”也是北京残奥会开幕式的主题。

## 幕後班底
- 作词：千姿
- 作曲：方鸣、王葳
- 配器：惠培峰

## 参看
- 《我和你》
- 《Everyone is No.1》
- 2008年夏季残奥会